# HKL

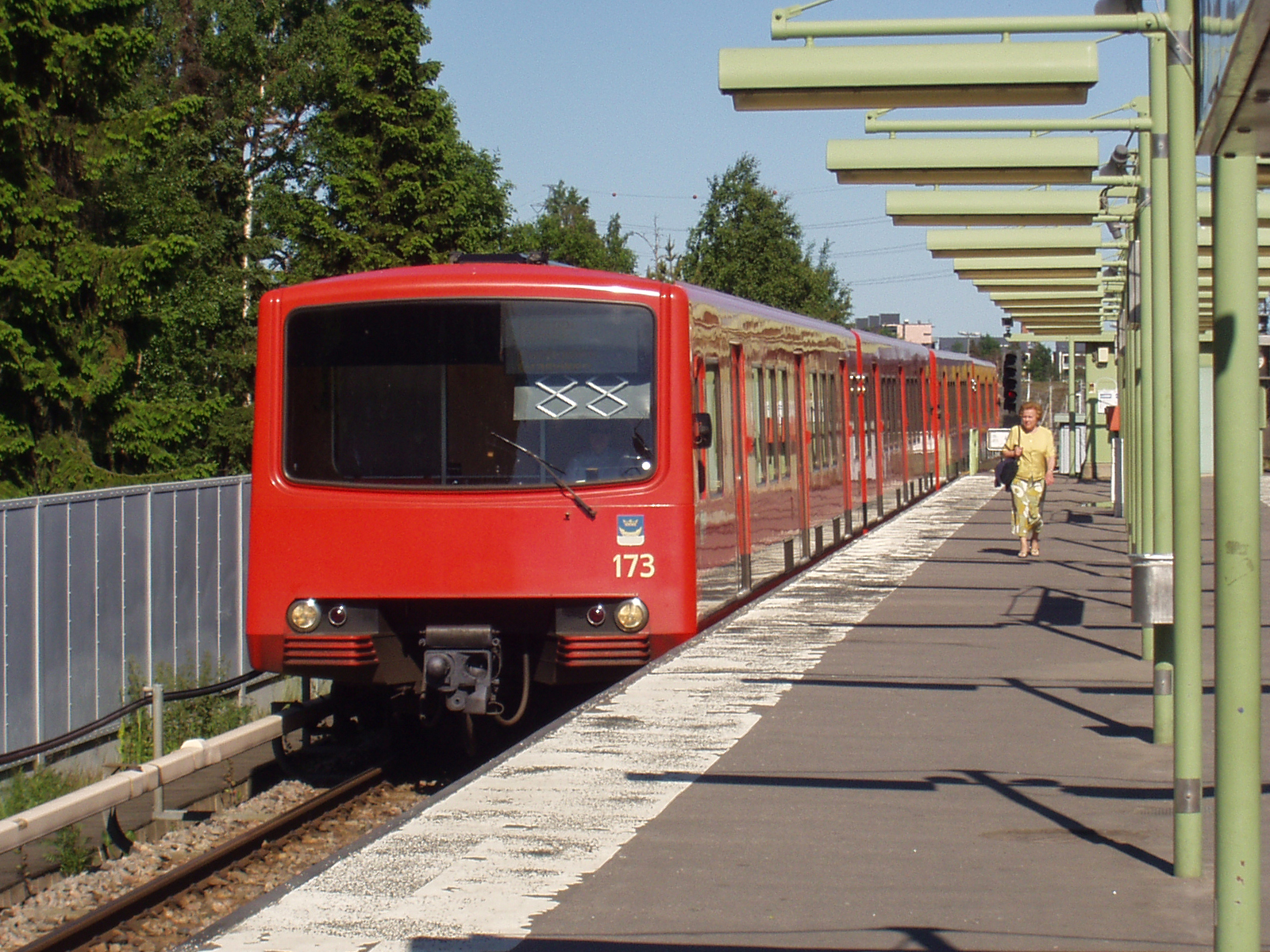
El Metro de Helsinki es operado por HKL.

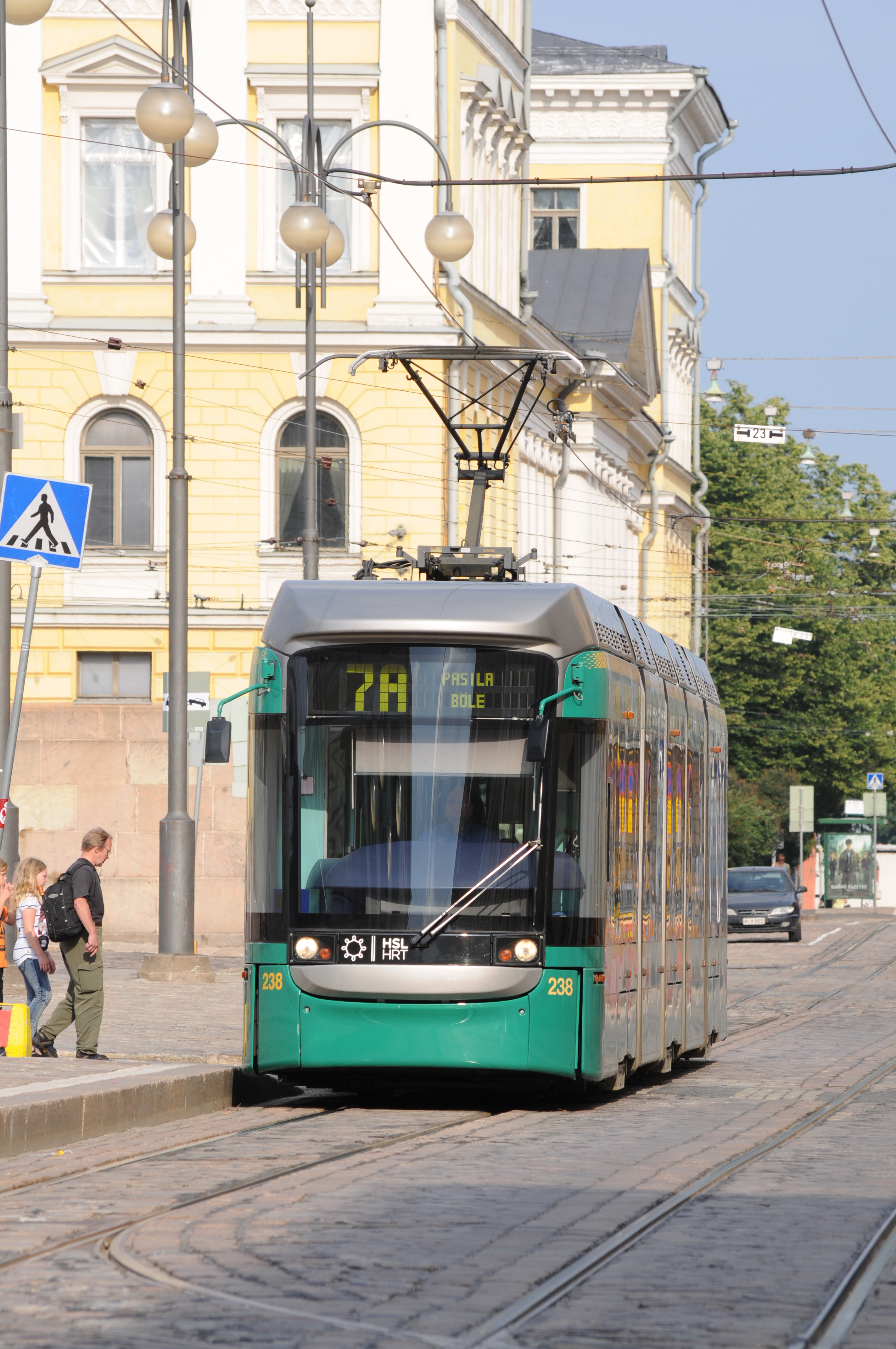
Tranvía de Helsinki

Transporte de la Ciudad de Helsinki o HKL (en finés Helsingin kaupungin liikennelaitos) es la compañía oficial encargada de operar los sistemas de transporte público en la ciudad de Helsinki, Finlandia. Actualmente opera los sistemas de metro, tranvía y tráfico marítimo. Su compañía operadora del sistema de autobús se unió con otra compañía, Suomen Turistiauto, para formar una nueva compañía llamada Helsingin Bussiliikenne.